# Wadim Sajutin
Wadim Aleksandrowicz Sajutin (ros. Вадим Александрович Саютин; ur. 31 grudnia 1970 w Ałma-Acie) – rosyjski łyżwiarz szybki reprezentujący także Kazachstan, dwukrotny medalista mistrzostw świata.

## Kariera
Specjalizował się w biegach na długich dystansach. W 1992 roku wystartował na igrzyskach olimpijskich w Albertville, zajmując jedenaste miejsce w biegu na 5000 m i dziewiętnaste na dwukrotnie dłuższym dystansie. Na rozgrywanych dwa lata później igrzyskach w Lillehammer zajmował odpowiednio 30. i 27. miejsce. Od połowy 1994 roku zaczął reprezentować Rosję. W styczniu 1995 roku był czwarty podczas wielobojowych mistrzostw Europy w Heerenveen, przegrywając walkę o podium z Włochem Roberto Sighelem. W 1998 roku brał udział w igrzyskach w Nagano, gdzie jego najlepszym wynikiem było jedenaste miejsce w biegu na 1500 m. W tym samym roku zdobył brązowy medal na mistrzostwach Europy w Helsinkach, ulegając tylko Rintje Ritsmie z Holandii i Roberto Sighelowi. Rok później wywalczył srebrny medal na wielobojowych mistrzostwach świata w Hamar, gdzie rozdzielił na podium Rintje Ritsmę i Eskila Ervika z Norwegii. Ostatnie trofeum zdobył podczas dystansowych mistrzostw świata w Salt Lake City w 2001 roku, gdzie był trzeci w biegu na 10 000 m. W zawodach tych wyprzedzili go jedynie dwaj Holendrzy: Carl Verheijen oraz Bob de Jong. Na tych samych mistrzostwach był też czwarty na dwukrotnie krótszym dystansie, przegrywając walkę o medal z Holendrem Giannim Romme. Brał także udział w igrzyskach olimpijskich w Salt Lake City w 2002 roku, zajmując 37. miejsce w biegu na 1500 m i 25. miejsce na 5000 m. Pięciokrotnie stawał na podium zawodów Pucharu Świata, jednak nigdy nie zwyciężył. Najlepsze wyniki osiągnął w sezonie 2000/2001, kiedy był czwarty w klasyfikacji końcowej 5000/10 000 m. W 2003 roku zakończył karierę.
Jego żoną jest rosyjska panczenistka, Swietłana Bażanowa.